# Calaxius acutirostris
Calaxius acutirostris is een tienpotigensoort uit de familie van de Axiidae. De wetenschappelijke naam van de soort is voor het eerst geldig gepubliceerd in 1989 door Sakai & de Saint Laurent.